# Kasparow-Gambit
|   | a | b | c | d | e | f | g | h |   |
| 8 |   |   |   |   |   |   |   |   | 8 |
| 7 |   |   |   |   |   |   |   |   | 7 |
| 6 |   |   |   |   |   |   |   |   | 6 |
| 5 |   |   |   |   |   |   |   |   | 5 |
| 4 |   |   |   |   |   |   |   |   | 4 |
| 3 |   |   |   |   |   |   |   |   | 3 |
| 2 |   |   |   |   |   |   |   |   | 2 |
| 1 |   |   |   |   |   |   |   |   | 1 |
|   | a | b | c | d | e | f | g | h |   |

Grundstellung des Kasparow-Gambits nach 8. .... d6–d5
Das Kasparow-Gambit ist eine nach Garri Kasparow benannte Eröffnungsvariante in der Taimanow-Variante der Sizilianischen Verteidigung, die er bei seinem Weltmeisterschaftskampf 1985 gegen Anatoli Karpow in die Großmeisterpraxis einführte, zweimal anwandte und damit einen wichtigen Sieg errang.
Das Gambit war schon 1965 in einer Partie zwischen den ungarischen Spielern Károly Honfi (Weiß) und Péter Dely (Schwarz) einmal gespielt, aber nicht weiter beachtet worden (die Partie endete nach 93 Zügen mit Remis). Kasparow kannte nach eigener Aussage den Vorgänger nicht und fand den Zug bei seinen Vorbereitungen für den WM-Kampf. Erst nach dem WM-Kampf konnte Karpow eine Widerlegung der Variante finden.
Mitunter wird die Eröffnung auch Kasparow-Dely-Gambit genannt.

## Das Gambit
Das Gambit entsteht nach den Eröffnungszügen 1. e2–e4 c7–c5 2. Sg1–f3 e7–e6 3. d2–d4 c5xd4 4. Sf3xd4 Sb8–c6 5. Sd4–b5 d7–d6 6. c2–c4 Sg8–f6 7. Sb1–c3 a7–a6 8. Sb5–a3.
Nun spielte Kasparow statt des gut bekannten 8. … Lf8–e7, was zur üblichen Igelstellung führt, völlig überraschend 8. … d6–d5!? (siehe Diagramm). Dieser Zug wurde als Sensation angesehen, denn es war unüblich, in einem so frühen Partiestadium in einer bekannten Stellung ein neues Gambit zu finden – und das während einer Weltmeisterschaft. Der österreichische Großmeister Stefan Kindermann schrieb darüber: „Gäbe es einen Nobelpreis im Schach, er müßte Kasparows Neuerung zuerkannt werden“.
9. c4xd5 e6xd5 10. e4xd5 Sc6–b4  Für den Bauern will Schwarz Angriff auf die unterentwickelte weiße Stellung erreichen.
In der Stammpartie, der 12. des Wettkampfes, spielte Karpow nun auf das Halten des Bauern: 11. Lf1–c4 (Honfi spielte 11. Dd1–a4+ Lc8–d7 12. Da4–b3), doch nach 11. … Lc8–g4 12. Lc4–e2 Lg4xe2 13. Dd1xe2+ Dd8–e7 14. Lc1–e3 Sb4xd5 einigte man sich bald auf Remis.
In der 16. Partie wollte Karpow das Gambit nach häuslicher Vorbereitung widerlegen: 11. Lf1–e2 Der Sinn des Zuges: Weiß stellt Schwarz vor die Wahl, entweder auf d5 zurückzunehmen, wonach Weiß mit Le2–f3 zur „Massage“ der schwarzen Stellung übergehen kann, oder Weiß behält den Bauern. Auf das nun Folgende war Karpow nicht vorbereitet: 11. … Lf8–c5 Schwarz nimmt den Fehdehandschuh auf, kümmert sich nicht um den Bauern und spielt auf Entwicklungsvorsprung. 12. 0–0 0–0 13. Le2–f3
Wenn Weiß den Bauern nicht hält, hat er keinen Vorteil bei gut entwickelter schwarzer Stellung. Nach 13. … Lc8–f5 14. Lc1–g5 Tf8–e8 15. Dd1–d2 b7–b5 konnte Weiß laut Kasparow mit der Abwicklung 16. Dd2–f4 Lf5–g6 17. Lg5xf6 Dd8xf6 18. Df4xf6 g7xf6 noch ausgleichen. Aber als 16. Ta1–d1? Sb4–d3! geschah, erhielt Schwarz dank seines beherrschenden Springers großen Vorteil und gewann schließlich die Partie. Damit ging er in der bis dahin wechselhaft verlaufenden Weltmeisterschaft wiederum in Führung und gab sie bis zu seinem endgültigen Sieg nicht mehr ab. Kasparow erhielt dafür auch den Preis für die beste Partie in Band 40 des Schachinformators.

## Das Gegenmittel
Erst nach der WM konnte Karpow die Widerlegung des Gambits anwenden, die er im Brüsseler Turnier 1986 in einer Partie gegen den niederländischen Meister John van der Wiel in die Praxis einführte: 11. Lf1–e2 Lf8–c5 (11. … Lf8–e7 12. Le2–f3 Lc8–f5) 12. Lc1–e3! Lc5xe3 13. Dd1–a4+ Sf6–d7 (13. … Lc8–d7!? 14. Da4xb4 Dd8–b6 15. Db4xb6 Le3xb6) 14. Da4xb4 (14. f2xe3!?)  Le3–c5 15. Db4–e4+ Ke8–f8 16. 0–0 mit klarem Vorteil für Weiß. Die Partie endete aber nach 63 Zügen mit einem Remis.
Karpow sagte nach dem Match, dass der starke Zug 12. Lc1–e3 seinem Sekundanten Igor Saizew während des WM-Kampfes bereits bekannt gewesen wäre, er aber vergessen hätte, ihn Karpow zu zeigen. Er hätte die Neuerung schließlich Monate später gegen van der Wiel gespielt, weil er wusste, dass Kasparow gegen ihn diese Variante nicht mehr wiederholen würde. Kasparow selbst hat direkt nach dem Match geäußert, dass er die Variante jederzeit wieder spielen könnte.
Die Widerlegung des Gambits, für die Karpow den Preis des Schachinformators für die beste theoretische Neuerung in Band 41 erhielt, zwang Schwarz in künftigen Partien, den Bauern d5 im 11. Zug zurückzuschlagen, wonach Weiß leichten Vorteil behält. Aus diesem Grunde ist das Kasparow-Gambit in der heutigen Turnierpraxis nicht mehr populär. Es hat jedoch Kasparow zum Titel verholfen und damit die Schachgeschichte beeinflusst.

## Literarische Verwendung
- Das Gambit ist in Tim Krabbés Erzählung Master Jacobson als literarisches Motiv verwendet worden.[2]